# Martin Seifert (Schauspieler)

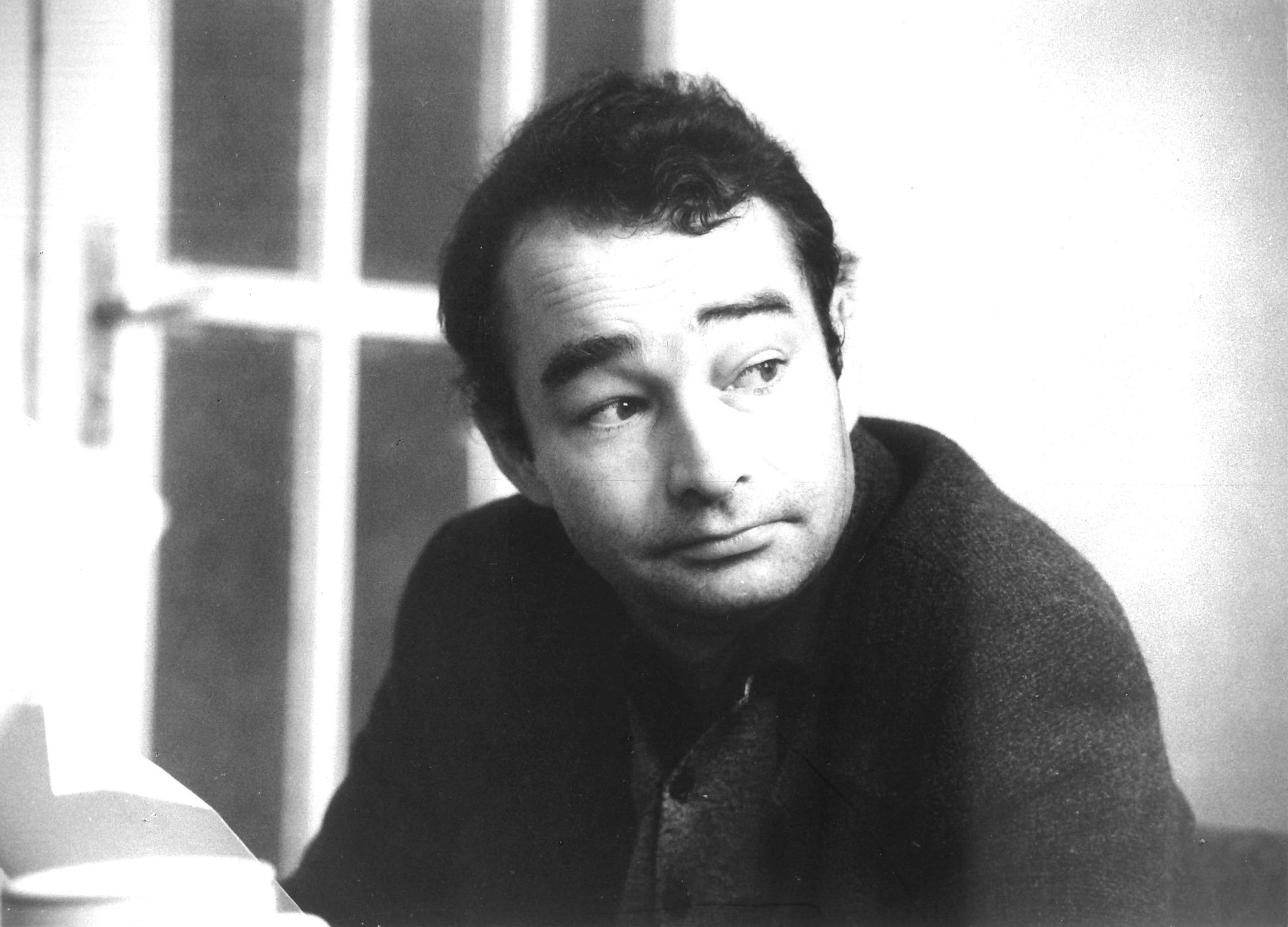
Martin Seifert bei einer Hörspielproduktion Anfang der 1990er Jahre in einer Porträtaufnahme des Berliner Fotografen Werner Bethsold.

Martin Seifert (* 24. Februar 1951 in Jena; † 15. Juli 2025 in Berlin) war ein deutscher Schauspieler und Hörspielsprecher.

## Leben
Als gelernter Werkzeugmacher spielte Seifert zunächst in einer Laienspielgruppe, studierte dann von 1971 bis 1974 Schauspiel an der Hochschule für Schauspielkunst „Ernst Busch“ in Berlin-Niederschöneweide. Bereits während des Studiums spielte er am Deutschen Theater. Nach ersten Engagements am Staatstheater Schwerin kam er 1978 ans Berliner Ensemble, wo er in diversen Rollen wie Romeo, Marquis Posa oder Amphitryon auftrat.
Ab 1976 begann Seifert seine bis 2023 andauernde Film- und Fernsehkarriere, die über 80 Film- und Fernsehproduktionen umfasst. Sein Filmdebüt gab er als Vater Jaspers neben Erwin Geschonneck in Ein Wigwam für die Störche. Eine erste vielbeachtete Hauptrolle spielte Seifert in Heiner Carows DEFA-Streifen Bis daß der Tod euch scheidet (1979). Weitere Filmaufgaben wie beispielsweise Claudia Prietzels Das vergessene Leben (1998) an der Seite von Inge Meysel oder in Lenard Fritz Krawinkels Sumo Bruno (2000) schlossen sich an. In der Filmreihe Bibi & Tina verkörperte er ab 2014 die Rolle des Butlers Dagobert. Zwischen 1993 und 2020 übernahm er mehrfach Gastrollen in den Fernsehreihen Polizeiruf 110 und Tatort. Im Herbst 2022 trat Seifert für den achten Teil der Filmreihe Familie Bundschuh in die Rolle des scheidenden Brandenburger Bürgermeisters Wilhelm Bredow letztmals vor die Kamera.
Daneben arbeitete er auch als Sprecher in Hörproduktionen und als Dozent an der Hochschule für Schauspielkunst „Ernst Busch“. Seifert starb am 15. Juli 2025 im Alter von 74 Jahren in Berlin.

## Filmografie (Auswahl)
- 1979: Die Birke da oben (Fernsehfilm)
- 1979: Bis daß der Tod euch scheidet
- 1979: Marx und Engels – Stationen ihres Lebens (Miniserie)
- 1980: Blaue Pferde auf rotem Gras (Fernsehfilm, Theateraufzeichnung)
- 1980: Am grauen Strand, am grauen Meer (Fernsehfilm)
- 1982: Dein unbekannter Bruder
- 1983: Mathilde Möhring (Fernsehfilm)
- 1985: Flug des Falken (Miniserie)
- 1986: So viele Träume
- 1986: Ein Wigwam für die Störche (Fernsehfilm)
- 1987: Der Hauptmann von Köpenick (Fernsehfilm)
- 1987: Einzug ins Paradies (Miniserie)
- 1988: Schauspielereien (Fernsehserie, eine Folge)
- 1989: Grüne Hochzeit
- 1989: Ich, Thomas Müntzer, Sichel Gottes (Fernsehfilm)
- 1989: Großer Frieden (Fernsehfilm, Theateraufzeichnung)
- 1990: Alter schützt vor Liebe nicht (Fernsehfilm)
- 1990: Erster Verlust
- 1991: Das Mädchen aus dem Fahrstuhl
- 1993: Gute Zeiten, schlechte Zeiten (Fernsehserie, zwei Folgen)
- 1993: Polizeiruf 110 – Blue Dream – Tod im Regen (Fernsehreihe)
- 1994: Polizeiruf 110 – Kiwi und Ratte (Fernsehreihe)
- 1994, 2016: Großstadtrevier (Fernsehserie, zwei Folgen: Die großen Ferien und Harrys Angst)
- 1995: Rosemarie Nitribitt – Tod einer Edelhure (Fernsehfilm)
- 1996: Die Stadtindianer (Fernsehserie, Folge 2x06)
- 1996: Doppelter Einsatz (Fernsehserie, Folge 3x07)
- 1996, 1999: Im Namen des Gesetzes (Fernsehserie, 2 Folgen)
- 1996–2005: Wolffs Revier (Fernsehserie, 5 Folgen)
- 1997: Tatort – Der Tod spielt mit (Fernsehreihe)
- 1997: Alarm für Cobra 11 – Die Autobahnpolizei (Fernsehserie, Folge 2x01)
- 1997: Für alle Fälle Stefanie (Fernsehserie, Folge 3x18)
- 1997: Raus aus der Haut (Fernsehfilm)
- 1997: Liebling Kreuzberg (Fernsehserie, Folge 5x05)
- 1998: Abgehauen (Fernsehfilm)
- 1998: Das vergessene Leben (Fernsehfilm)
- 1998: Das Miststück (Fernsehfilm)
- 1998: Polizeiruf 110 – Das Wunder von Wustermark (Fernsehreihe)
- 1999: Tatort – Fluch des Bernsteinzimmers (Fernsehreihe)
- 1999: Polizeiruf 110 – Schellekloppe (Fernsehreihe)
- 1999, 2023: In aller Freundschaft (Fernsehserie, 2 Folgen)
- 2000: Bella Block: Blinde Liebe (Fernsehreihe)
- 2000: Die Polizistin (Fernsehfilm)
- 2000: Sumo Bruno
- 2002: Polizeiruf 110 – Der Spieler (Fernsehreihe)
- 2003: Ein Schiff wird kommen
- 2003: Tage des Sturms (Fernsehfilm)
- 2004: Hunger auf Leben (Fernsehfilm)
- 2005: Mutterseelenallein
- 2005:  Polizeiruf 110 – Dettmanns weite Welt (Fernsehreihe)
- 2005: Polizeiruf 110 – Resturlaub (Fernsehreihe)
- 2006: Rosa Roth (Fernsehserie, Folge 1x21)
- 2006: Meine Mutter tanzend (Fernsehfilm)
- 2011: Vergiss dein Ende
- 2011: Im falschen Leben (Fernsehfilm)
- 2012: Der Turm (Fernseh-Zweiteiler)
- 2013: The Game (Fernsehserie, Folge 6x10)
- 2013: Polizeiruf 110 – Vor aller Augen (Fernsehreihe)
- 2014: SOKO Wismar (Fernsehserie, Folge 10x16 Der Stachel in mir)
- 2014: Halt and Catch Fire (Fernsehserie)
- 2014: Bibi & Tina
- 2014: Bibi & Tina: Voll verhext!
- 2016: Bibi & Tina: Mädchen gegen Jungs
- 2017: Bibi & Tina: Tohuwabohu Total
- 2017: Babylon Berlin (Fernsehserie, Folge 2x06)
- 2020: Tatort: Der letzte Schrey (Fernsehreihe)
- 2021: Wir Kinder vom Bahnhof Zoo (Fernsehserie, Folge 1x08)
- 2022: Praxis mit Meerblick – Was wirklich zählt (Fernsehreihe)
- 2023: Familie Bundschuh – Bundschuh vs. Bundschuh (Fernsehreihe)

## Hörspiele und Features
- 1980: Karl-Heinz Jakobs: Casanova in Dux (Wiederholt) – Regie: Barbara Plensat (Hörspiel – Rundfunk der DDR)
- 1980: Joachim Walther: Bewerbung bei Hofe (Johann Christian Günther) – Regie: Fritz Göhler (Hörspiel – Rundfunk der DDR)
- 1981: Christoph Hein: Jakob Borgs Geschichten (Falscher Prinz, Teil 3) – Regie: Flora Hoffmann (Kinderhörspiel (5 Teile) – Rundfunk der DDR)
- 1982: Peter Hacks: Das Windloch – Geschichten von Henriette und Onkel Titus (Felix alias Leo) – Regie: Fritz Göhler (Kinderhörspiel – Litera)
- 1983: Lion Feuchtwanger: Erfolg (Pröckel) – Regie: Werner Grunow (Hörspiel – Rundfunk der DDR)
- 1983: Wolfgang David: Furcht vor Amseln (Gürtler) – Regie: Manfred Täubert (Kinderhörspiel – Rundfunk der DDR)
- 1983: Linda Teßmer: 21:00 Uhr Erlenpark (Uwe Köhler) – Regie: Fritz-Ernst Fechner (Kriminalhörspiel/Kurzhörspiel – Rundfunk der DDR)
- 1984: Walter Stranka: Khalid und die Königin von Saba (Khalid) – Regie: Manfred Täubert (Kinderhörspiel – Rundfunk der DDR)
- 1984: Oscar Wilde: Der Fischer und seine Seele (Priester) – Regie: Barbara Plensat (Hörspiel – Rundfunk der DDR)
- 1984: Hans Fallada: Der Pechvogel (Freund) – Regie: Manfred Täubert (Hörspiel nach dem Roman: Damals bei uns daheim – Rundfunk der DDR)
- 1985: Jacob Grimm/Wilhelm Grimm: Die Nixe (Andreas) – Regie: Manfred Täubert (Kinderhörspiel – Rundfunk der DDR)
- 1985: Horst Hawemann: Die Katze, die immer nur ihre eigenen Wege ging (Sicher-Hund) – Regie: Barbara Plensat (Kinderhörspiel frei nach Motiven von Rudyard Kipling – Litera)
- 1986: Jacob Grimm/Wilhelm Grimm: Schneeweißchen und Rosenrot (Bär) – Regie: Maritta Hübner (Kinderhörspiel – Litera)
- 1986: Franz Fühmann: Ein Sommernachtstraum – Regie: Norbert Speer (Kinderhörspiel – Rundfunk der DDR)
- 1986:  Aleksandar Obrenović: Der süße Duft der Erneuerung (Jovan) – Regie: Aleksandar Obrenović (Hörspiel – Rundfunk der DDR)
- 1987: Wilhelm Raabe: Die Chronik der Sperlingsgasse (Franz) – Regie: Manfred Täubert (Kinderhörspiel (2 Teile) – Rundfunk der DDR)
- 1987: Jörg Berrouschot: Kasper und der Drache Feuerspei (Drache) – Regie: Rüdiger Zeige (Kinderhörspiel/Kurzhörspiel – Rundfunk der DDR)
- 1987: Michail Bulgakow: Die letzten Tage (D’Anthes) – Regie: Ingeborg Medschinski (Hörspiel – Rundfunk der DDR)
- 1987: Bodo Schulenburg: Das Kälbchen und die Schwalbe (Fromm) – Regie: Manfred Täubert (Kinderhörspiel – Rundfunk der DDR)
- 1987: Halina Gòrska: Die Blume des Amethyst (Jonas) – Regie: Manfred Täubert (Kinderhörspiel – Rundfunk der DDR)
- 1987: Maraike Böhm: Holzkrawatte – Regie: Karlheinz Liefers (Kinderhörspiel – Rundfunk der DDR)
- 1987: Franz Fühmann: Rumpelstielzchen (König) – Regie: Achim Scholz (Hörspiel – Rundfunk der DDR)
- 1987: Lothar Walsdorf: Die Mittagsfrau (Vogelscheuche) – Regie: Peter Brasch (Kinderhörspiel – Rundfunk der DDR)
- 1988: Pjotr Jerschow: Gorbunok, das Wunderpferdchen (Gawrillo) – Regie: Norbert Speer (Kinderhörspiel – Rundfunk der DDR)
- 1988: Stephan Göritz: Schluß der Vorstellung (Martin) – Regie: Bert Bredemeyer (Kriminalhörspiel – Rundfunk der DDR)
- 1989: Jacob Grimm/Wilhelm Grimm: Das Waldhaus (Mann) – Regie: Eveline Fuhrmeister (Kinderhörspiel – Rundfunk der DDR)
- 1989: Adelbert von Chamisso: Peter Schlemihl oder die Reise nach Varna – Regie: Karlheinz Liefers (Fantasy, Märchen für Erwachsene – Rundfunk der DDR)
- 1989: Brüder Grimm: Sechse kommen durch die ganze Welt (Bernd Blasenase) – Regie/Bearbeitung: Peter Brasch (Kinderhörspiel – Litera)
- 1989: Ursula Ullrich: Traumpferdreiten oder: Wo kommen bloß die Babies her? (Erzähler) – Regie: Karin Lorenz (Kinderhörspiel – Litera)
- 1990: Lew Lunz: Die Stadt der Gerechtigkeit (Doktor) – Regie: Peter Groeger (Hörspiel – Funkhaus Berlin)
- 1990: Georg Seidel: Carmen Kittel (Harald) – Regie: Fritz Göhler (Hörspiel – Funkhaus Berlin)
- 1990: Jan Eik: Der letzte Anruf (Gert Gottschalk) – Regie: Barbara Plensat (Hörspiel – Funkhaus Berlin)
- 1991: Paul Zech: Das trunkene Schiff (Verlaine) – Regie: Wolfgang Rindfleisch (Hörspiel – Funkhaus Berlin)
- 1991: Jacob Grimm/Wilhelm Grimm: Sex-Märchen zur Nacht (Erzähler) – Regie: Barbara Plensat (Märchen für Erwachsene – Funkhaus Berlin)
- 1993: Renate Görgen: Vom Melken oder Die Sinnlich-übersinnlichen Abenteuer des Walter Wolkenstein – Regie: Ursula Weck (Hörspiel – DS Kultur)
- 1994: John B. Keane: The Field – Regie: Robert Matejka (Hörspiel – MDR)
- 1994: Wolfgang Pönisch: Wie immer (Rechter Politiker) – Regie: Werner Buhss (Hörspiel – ORB)
- 1996: Waleri Petrow: Die Zauberperle (Steinbutt) – Regie: Werner Buhss (Kinderhörspiel –  MDR/DLR)
- 1996: Wolfgang Pönisch: Der Nächste bitte (Herr Endlich) – Regie: Karlheinz Liefers (Hörspiel – Rundfunk Berlin-Brandenburg)
- 1997: Holger Siemann: Mein Leben als Toter (Autor) – Regie: Christa Kowalski (Hörspiel – DW)
- 1999: Andreas Knaup: Erinnern – Vergessen (Mischa) – Regie: Robert Matejka (Kriminalhörspiel – DLR)
- 2003: Dylan Thomas: Unter dem Milchwald (Cherry Owen) – Regie: Götz Fritsch (Hörspiel – MDR)
- 2003: Hans Zimmer: Bellas Briefe – Regie: Karlheinz Liefers (Kinderhörspiel – DLR Berlin)
- 2003: Manfred Zauleck: Die Reise nach Baratonga – Regie: Wolfgang Rindfleisch (Kinderhörspiel – DLR Berlin)
- 2004: Holger Siemann Mordspiel (Bolz) – Regie: Christa Kowalski (Kriminalhörspiel – RBB)
- 2006: Helga M. Novak: Die Eisheiligen – Regie: Gabriele Bigott (Hörspiel – RBB)
- 2006: Tom Peukert: Der fünf Minuten Klassiker – Regie: Beate Rosch (Hörspiel (Teil 8) – RBB)
- 2006: Liese Haug: Max und Mozart – Regie: Götz Naleppa (Hörspiel – DKultur)
- 2006: Per Schreiner: Zurück in die Königsallee (Sverre) – Regie: Anouschka Trocker (Hörspiel – RBB)
- 2006: Günter Kotte: Na sdorowje (Die Russen und ihr Wodka) – Regie: Nikolai von Koslowski (Feature – MDR)
- 2006: Peter Stamm:  Treibgut – Regie: Andrea Getto (Hörspiel – RBB)
- 2007: Andrea Camilleri: Toter Mann – Regie: Götz Naleppa (Kriminalhörspiel – DKultur)
- 2008: Mario Göpfert: Steppenwind und Adlerflügel (nach dem Kinderbuch von Xavier-Laurent Petit) – Regie: Christine Nagel (Kinderhörspiel – DKultur)
- 2009: Matthias Wittekindt: Die Frau im Netz – Regie: Wolfgang Rindfleisch(Kriminalhörspiel – DLR)
- 2013: Francis Iles: Verdacht (Nach dem Roman „Before the Fact“) – Übersetzung, Bearbeitung und Regie: Regine Ahrem (Hörspiel – RBB)
- 2013: Patricia Görg: Die Unkontaktierten – Regie: Hans Gerd Krogmann (Hörspiel – DKultur)

## Hörbücher
- 1996: Rudyard Kipling: Geschichten für den allerliebsten Liebling – Regie: Karin Lorenz, Sauerländer audio
- 1999: Bernd Kohlhepp und Jürgen Treyz: Die Seeräuberinsel (Erzähler) – Regie: Karin Lorenz, Hörspiel, Sauerländer audio
- 1999: Bernd Kohlhepp und Jürgen Treyz nach Gerdt von Bassewitz: Peterchens Mondfahrt (Regenfritze) – Regie: Karin Lorenz, Hörspiel, Sauerländer audio
- 2000: Bernd Kohlhepp und Jürgen Treyz nach Hans Christian Andersen: Die Schneekönigin (Rentier) – Regie: Karin Lorenz, Hörspiel, Sauerländer audio
- 2000: Werner Holzwarth: Vom kleinen Maulwurf, der wissen wollte, wer ihm auf den Kopf gemacht hat (Maulwurf) – Regie: Karin Lorenz, Hörspiel, Sauerländer audio
- 2001: Toshiko Kanzawa: Uff, der kleine Bär – Regie: Karin Lorenz, Patmos audio
- 2003: Werner Holzwarth: Die Rache des Hans-Heinerich (Maulwurf) – Regie: Karin Lorenz, Hörspiel, Sauerländer audio
- 2003: Leise, leise, der Mond geht auf die Reise – Lieder, Gedichte und Geschichten zur guten Nacht, Sauerländer audio
- 2005: Christine Nöstlinger: Die verliebten Riesen (Riese Pelinka) – Regie: Karin Lorenz, Hörspiel, Patmos audio
- 2006: Gottfried August Bürger: Die Abenteuer des Barons Münchhausen, Argon Verlag
- 2013: Ingrid Schubert und Dieter Schubert: Geschichten von Bär und Igel – Regie: Karin Lorenz, Sauerländer audio
- 2014: Weihnachtszauber für Klein und Groß – Geschichten, Gedichte und Lieder zum Fest – Regie: Karin Lorenz, Argon Verlag
- 2015: Gunnel Linde: Joppe – Regie: Karin Lorenz, Sauerländer audio
- 2016: Wunderschöne Winterzeit – Regie: Karin Lorenz, Sauerländer Audio
- 2020: Karl May: Der Schatz im Silbersee, 19:11, Hörbuch, MDR-KULTUR[5]